# أندرياس أريكسون (رسام)
أندرياس أريكسون (بالسويدية: Andreas Eriksson)‏ هو مصور ورسام سويدي، ولد في 17 مارس 1975 في Björsäter ‏ في السويد.